# Juan Esteban Arango
Juan Esteban Arango Carvajal (nascido em 9 de outubro de 1986, em Medellín) é um ciclista profissional colombiano. Competiu nos Jogos Olímpicos de Verão de 2012 e nos Jogos Pan-Americanos de 2015.